# K-On! Hōkago Live!!
K-On! Hōkago Live!! (けいおん！ 放課後ライブ！！?, Keion! Hōkago Raibu!!) è un videogioco musicale sviluppato e pubblicato dalla SEGA per PlayStation Portable e distribuito a partire dal 30 settembre 2010. Il videogioco è ispirato all'anime K-On!. Il gameplay del gioco è simile a quello di Hatsune Miku: Project DIVA. In seguito il gioco è stato rimasterizzato in una versione HD disponibile su PlayStation 3.

## Modalità di gioco
Il giocatore può scegliere una delle cinque protagoniste dell'anime K-On! tra Yui Hirasawa, Ritsu Tainaka, Mio Akiyama, Tsumugi Kotobuki e Azusa Nakano. Il gioco alterna alcune sequenze in cui le protagoniste in versione super deformed ripercorrono le vicende della prima stagione dell'anime alle fasi del videogioco, in cui il giocatore deve premere i tasti a ritmo di musica, al fine di ottenere delle buone performance musicali, che faranno ottenere punti al giocatore. In base ai punti ottenuti il giocatore potrà sbloccare elementi di gioco extra e varie personalizzazioni dei personaggi. È possibile anche giocare in multiplayer sino a cinque giocatori contemporaneamente.